# Чаплін Борис Миколайович
Борис Миколайович Чаплін (8 вересня 1931, місто Москва, тепер Російська Федерація — 3 квітня 2015, місто Москва) — радянський діяч, заступник міністра закордонних справ СРСР, надзвичайний і повноважний посол СРСР у Соціалістичній Республіці В'єтнам. Кандидат у члени ЦК КПРС у 1976—1990 роках. Кандидат технічних наук (1963), доцент (1964).

## Життєпис
Народився в родині відомого комсомольського діяча Миколи Чапліна.
У 1955 році закінчив Московський гірничий інститут.
У 1955—1957 роках — гірничий майстер шахти, начальник дільниці вугільного розрізу в Кемеровській області.
У 1957—1959 роках — молодший науковий співробітник Інституту гірничої справи Академії наук СРСР.
У 1959—1965 роках — аспірант, заступник секретаря партійного комітету, секретар партійного комітету, доцент Московського гірничого інституту.
Член КПРС з 1961 року.
У 1965—1968 роках — 2-й секретар Октябрського районного комітету КПРС міста Москви.
У 1968—1974 роках — 1-й секретар Черьомушкінського районного комітету КПРС міста Москви.
11 жовтня 1974 — 21 липня 1986 року — надзвичайний і повноважний посол СРСР у Демократичній (з 1976 року —  Соціалістичній) Республіці В'єтнам.
У 1986—1991 роках — заступник міністра закордонних справ СРСР.
У 1992—1997 роках — генеральний консул Російської Федерації в місті Шанхаї (Китайська Народна Республіка).
З 1997 року — на пенсії в Москві. 
Помер 3 квітня 2015 року. Похований на Новодівочому цвинтарі в Москві.

## Нагороди і звання
- орден Жовтневої Революції
- два ордени Трудового Червоного Прапора
- орден Дружби народів
- орден «Знак Пошани»
- медалі
- Державна премія СРСР (1967)
- надзвичайний і повноважний посол СРСР
- заслужений працівник дипломатичної служби Російської Федерації